# Liste der Burgen und Schlösser in der Woiwodschaft Großpolen
Die Liste der Burgen und Schlösser in der Woiwodschaft Großpolen umfasst bestehende und verfallene Burgen und Schlösser in der polnischen Woiwodschaft Großpolen. Die Liste enthält nicht die Stadtschlösser und Palais der Stadt Posen, welche sich hier befinden:
- Liste der Schlösser und Palais in Posen

## Burgen und Schlösser
| Name                                   | Ort                   | Region | Baujahr   | Zustand       | Bild |
| -------------------------------------- | --------------------- | ------ | --------- | ------------- | ---- |
| Jagdschloss Antonin                    | Antonin               |        | 1822      | Erhalten      |      |
| Schloss Arcugowo                       | Arcugowo              |        | 1815      | Erhalten      |      |
| Schloss Baszków                        | Baszków               |        | 1804      | Erhalten      |      |
| Schloss Belęcin                        | Belęcin               |        | 1870      | Erhalten      |      |
| Schloss Będlewo                        | Będlewo               |        | 1866      | Erhalten      |      |
| Schloss Białokosz                      | Bieganowo             |        | 1804      | Erhalten      |      |
| Schloss Biedrusko                      | Biedrusko             |        | vor 1900  | Erhalten      |      |
| Schloss Bieganowo                      | Bieganowo             |        | 1914      | Erhalten      |      |
| Schloss Biezdrowo                      | Biezdrowo             |        | 1870      | Erhalten      |      |
| Schloss Błociszewo                     | Błociszewo            |        | 1893      | Erhalten      |      |
| Bischofsschloss Borysławice Zamkowe    | Borysławice Zamkowe   |        | nach 1400 | Ruine         |      |
| Schloss Borzęciczki                    | Borzęciczki           |        | vor 1900  | Erhalten      |      |
| Schloss Brodnica                       | Brodnica              |        | 1890      | Erhalten      |      |
| Pflug-Schloss Brody                    | Brody                 |        | 1890      | Erhalten      |      |
| Schloss Brzostowo                      | Brzostowo             |        | vor 1900  | Erhalten      |      |
| Jagdschloss Bugaj                      | Bugaj                 |        | vor 1900  | Erhalten      |      |
| Jagdschloss Bzowo                      | Bzowo                 |        | vor 1900  | Erhalten      |      |
| Schloss Charcice                       | Charcice              |        | vor 1900  | Erhalten      |      |
| Jagdschloss Chłapowo                   | Chłapowo              |        | 1864      | Erhalten      |      |
| Schloss Chobienice                     | Chobienice            |        | nach 1800 | Ruine         |      |
| Schloss Chocicza                       | Chocicza              |        | 1920      | Erhalten      |      |
| Schloss Chocz                          | Chocz                 |        | 1790      | Erhalten      |      |
| Schloss Chorzemin                      | Chorzemin             |        | 1910      | Erhalten      |      |
| Schloss Chraplewo                      | Chraplewo             |        | 1888      | Erhalten      |      |
| Schloss Chwalibogowo                   | Chwalibogowo          |        | um 1800   | Erhalten      |      |
| Bischofspalast Ciążeń                  | Ciążeń                |        | 1758      | Erhalten      |      |
| Schloss Czacz                          | Czacz                 |        | um 1650   | Erhalten      |      |
| Schloss Czechel                        | Czechel               |        | um 1900   | Erhalten      |      |
| Schloss Czechnów                       | Czechnów              |        | 1924      | Erhalten      |      |
| Schloss Czempiń                        | Czempiń               |        | 1698      | Erhalten      |      |
| Schloss Czerlejno                      | Czerlejno             |        | 1914      | Erhalten      |      |
| Schloss Czerniejewo                    | Czerniejewo           |        | 1771      | Erhalten      |      |
| Schloss Czerwona Wieś                  | Czerwona Wieś         |        | 1845      | Erhalten      |      |
| Burg Danabórz                          | Danabórz              |        | vor 1500  | Ruine         |      |
| Schloss Debrzno-Wieś                   | Debrzno-Wieś          |        | nach 1800 | Erhalten      |      |
| Schloss Dłoń                           | Dłoń                  |        | 1910      | Erhalten      |      |
| Schloss Dobramyśl                      | Dobramyśl             |        | nach 1850 | Erhalten      |      |
| Schloss Dobrzyca                       | Dobrzyca              |        | 1798      | Erhalten      |      |
| Schloss Domaników                      | Domaników             |        | nach 1850 | Erhalten      |      |
| Schloss Drobnin                        | Drobnin               |        | nach 1800 | Erhalten      |      |
| Schloss Drzeczkowo                     | Drzeczkowo            |        | nach 1850 | Erhalten      |      |
| Schloss Dusina                         | Dusina                |        | 1865      | Erhalten      |      |
| Schloss Dąbki                          | Dąbki                 |        | nach 1850 | Erhalten      |      |
| Schloss Gaj Mały                       | Gaj Mały              |        | 1803      | Erhalten      |      |
| Schloss Gałowo                         | Gałowo                |        | um 1850   | Erhalten      |      |
| Schloss Garzyn                         | Garzyn                |        | nach 1850 | Erhalten      |      |
| Schloss Gębice                         | Gębice                |        | um 1800   | Erhalten      |      |
| Schloss Głuchowo                       | Głuchowo              |        | vor 1700  | Erhalten      |      |
| Schloss Gola                           | Gola                  |        | vor 1800  | Erhalten      |      |
| Schloss Golejewko                      | Golejewko             |        | 1857      | Erhalten      |      |
| Burg Gołańcz                           | Gołańcz               |        | nach 1400 | Ruine         |      |
| Schloss Gołuchów                       | Gołuchów              |        | 1550      | Erhalten      |      |
| Schloss Goraj                          | Goraj-Zamek           |        | 1910      | Erhalten      |      |
| Burg Gosławice                         | Gosławice             |        | 1418      | Umgestaltet   |      |
| Burg Gościeszyn                        | Gościeszyn            |        | nach 1800 | Erhalten      |      |
| Schloss Góra-Jarocin                   | Góra                  |        | 1877      | Erhalten      |      |
| Schloss Górzno                         | Górzno                |        | 1904      | Erhalten      |      |
| Schloss Grab                           | Grab                  |        | 1850      | Erhalten      |      |
| Schloss Granówko                       | Granówko              |        | 1820      | Erhalten      |      |
| Schloss Grodzisk Wielkopolski          | Grodzisk Wielkopolski |        | um 1850   | Erhalten      |      |
| Schloss Gułtowy                        | Gułtowy               |        | 1779      | Erhalten      |      |
| Schloss Iwno                           | Iwno                  |        | um 1850   | Erhalten      |      |
| Schloss Iłówiec                        | Iłówiec               |        | vor 1800  | Erhalten      |      |
| Schloss Jabłonna                       | Jabłonna              |        | 1901      | Ruine         |      |
| Schloss Jankowice                      | Jankowice             |        | vor 1800  | Erhalten      |      |
| Schloss Jarocin                        | Jarocin               |        | 1848      | Erhalten      |      |
| Schloss Jarogniewice                   | Jarogniewice          |        | vor 1800  | Erhalten      |      |
| Schloss Jaszkowo                       | Jaszkowo              |        | 1912      | Erhalten      |      |
| Schloss Jeziory                        | Jeziory               |        |           | Erhalten      |      |
| Erzbischofspalast Kalisch              | Kalisz                |        | 1583      | Umgestaltet   |      |
| Königsschloss Kalisch                  | Kalisz                |        | 1253      | Ruine         |      |
| Weiss-Schloss Kalisch                  | Kalisz                |        | 1832      | Zerstört 1914 |      |
| Schloss Karczewo                       | Karczewo              |        | 1805      | Erhalten      |      |
| Schloss Karolew                        | Karolew               |        |           | Erhalten      |      |
| Schloss Karszew                        | Karszew               |        | nach 1850 | Erhalten      |      |
| Schloss Kaźmierz                       | Kaźmierz              |        | nach 1800 | Erhalten      |      |
| Schloss Kobylniki                      | Kobylniki             |        | nach 1800 | Erhalten      |      |
| Schloss Kołaczkowo                     | Kołaczkowo            |        | nach 1800 | Erhalten      |      |
| Burg Kolo                              | Koło                  |        | vor 1362  | Ruine         |      |
| Schloss Konarzewo                      | Konarzewo             |        | 1689      | Erhalten      |      |
| Burg Konin                             | Konin                 |        | nach 1350 | Ruine         |      |
| Schloss Konin                          | Konin                 |        | nach 1850 | Erhalten      |      |
| Schloss Kopaszewo (Schloss Grabenau)   | Kopaszewo             |        | 1801      | Erhalten      |      |
| Schloss Kościelec (Schloss Kirchdorf)  | Kościelec             |        | nach 1850 | Erhalten      |      |
| Schloss Kosowo (Schloss Kossowo)       | Kosowo                |        | nach 1850 | Erhalten      |      |
| Schloss Kotowo (Schloss Katzhof)       | Kotowo                |        | 1850      | Erhalten      |      |
| Burg Koźmin                            | Koźmin Wielkopolski   |        | vor 1400  | Umgestaltet   |      |
| Schloss Koźmin                         | Koźmin Wielkopolski   |        | nach 1850 | Umgestaltet   |      |
| Schloss Kórnik                         | Kórnik                |        | nach 1400 | Erhalten      |      |
| Schloss Kruszewo                       | Kruszewo              |        | 1780      | Erhalten      |      |
| Schloss Dreilinden                     | Krzeslice             |        | nach 1800 | Erhalten      |      |
| Schloss Laski                          | Laski                 |        | 1908      | Erhalten      |      |
| Sułkowski-Schloss Lissa                | Leszno                |        | 1565      | Erhalten      |      |
| Schloss Lewkow                         | Lewków                |        | 1786      | Erhalten      |      |
| Schloss Lissewo                        | Lisewo                |        | um 1850   | Erhalten      |      |
| Schloss Lubasch                        | Lubasz                |        | um 1750   | Erhalten      |      |
| Schloss Lubstów                        | Lubstów               |        | um 1850   | Erhalten      |      |
| Schloss Groß Lenka                     | Łeka Wielka           |        | vor 1900  | Erhalten      |      |
| Schloss Seeburg                        | Łękno                 |        | nach 1850 | Erhalten      |      |
| Schloss Miersewo                       | Mierzewo              |        | 1890      | Erhalten      |      |
| Schloss Mikuschewo                     | Mikuszewo             |        | 1890      | Erhalten      |      |
| Schloss Liebenstädt                    | Miłosław              |        | nach 1800 | Erhalten      |      |
| Schloss Modrze                         | Modrze                |        | 1878      | Erhalten      |      |
| Schloss Moschijewo                     | Mościejewo            |        | 1906      | Erhalten      |      |
| Schloss Murke                          | Mórkowo               |        | vor 1900  | Erhalten      |      |
| Schloss Mroczeń                        | Mroczeń               |        | 1840      | Erhalten      |      |
| Schloss Mystki                         | Mystki                |        | 1880      | Ruine         |      |
| Schloss Napachanie (Schloss Grundheim) | Napachanie            |        | 1900      | Erhalten      |      |
| Schloss Niechanowo                     | Niechanowo            |        | 1785      | Erhalten      |      |
| Schloss Niegolewo                      | Niegolewo             |        | 1835      | Erhalten      |      |
| Schloss Nieszawa                       | Nieszawa              |        | nach 1800 | Erhalten      |      |
| Schloss Neudorf                        | Nowa Wieś             |        | 1874      | Erhalten      |      |
| Schloss Objezierze                     | Objezierze            |        | 1792      | Erhalten      |      |
| Schloss Obrzycko                       | Obrzycko              |        | 1862      | Erhalten      |      |
| Schloss Orla                           | Orla                  |        |           | Erhalten      |      |
| Schloss Osieczna                       | Osieczna              |        | 1890      | Erhalten      |      |
| Burg Ostroróg                          | Ostroróg              |        | um 1350   | Ruine         |      |
| Burg Ostrowo Szlacheckie               | Ostrowo Szlacheckie   |        | um 1900   | Erhalten      |      |
| Burg Ostrzeszów                        | Ostrzeszów            |        | vor 1400  | Ruine         |      |
| Schloss Owińska                        | Owińska               |        | um 1800   | Erhalten      |      |
| Schloss Pakosław                       | Pakosław              |        | nach 1750 | Erhalten      |      |
| Schloss Paruszewo                      | Paruszewo             |        | nach 1800 | Ruine         |      |
| Schloss Parzęczewo                     | Parzęczewo            |        | 1820      | Erhalten      |      |
| Schloss Pawłowice                      | Pawłowice             |        | vor 1800  | Erhalten      |      |
| Schloss Pępowo                         | Pępowo                |        | 1695      | Erhalten      |      |
| Schloss Pietronki                      | Pietronki             |        | 1893      | Erhalten      |      |
| Schloss Pniewy                         | Pniewy                |        | 1857      | Erhalten      |      |
| Schloss Podrzecze                      | Podrzecze             |        | 1840      | Erhalten      |      |
| Schloss Połażejewo                     | Połażejewo            |        | nach 1800 | Erhalten      |      |
| Schloss Porażyn                        | Porażyn               |        | 1880      | Erhalten      |      |
| Schloss Posada                         | Posada                |        | vor 1900  | Erhalten      |      |
| Schloss Posadowo                       | Posadowo              |        | 1870      | Erhalten      |      |
| Burg Przedecz                          | Przedecz              |        | um 1350   | Umgestaltet   |      |
| Burg Przedecz                          | Przedecz              |        | um 1350   | Umgestaltet   |      |
| Schloss Przysieka                      | Przysieka             |        | nach 1750 | Ruine         |      |
| Schloss Racot                          | Racot                 |        | nach 1750 | Erhalten      |      |
| Schloss Radlin                         | Radlin                |        | 1570      | Ruine         |      |
| Schloss Rakoniewice                    | Rakoniewice           |        | 1830      | Ruine         |      |
| Schloss Raszewy                        | Raszewy               |        | 1887      | Erhalten      |      |
| Schloss Rawicz                         | Rawicz                |        | nach 1850 | Erhalten      |      |
| Schloss Rogalin                        | Rogalin               |        | 1770      | Erhalten      |      |
| Schloss Rogowo                         | Rogowo                |        | nach 1850 | Erhalten      |      |
| Schloss Rokosowo                       | Rokosowo              |        | 1849      | Erhalten      |      |
| Schloss Rososzyca                      | Rososzyca             |        | 1875      | Ruine         |      |
| Schloss Rozbitek                       | Rozbitek              |        | 1856      | Erhalten      |      |
| Schloss Rusko                          | Rusko                 |        | 1873      | Erhalten      |      |
| Schloss Rydzyna                        | Rydzyna               |        | 1685      | Erhalten      |      |
| Schloss Sapowice                       | Sapowice              |        | um 1850   | Erhalten      |      |
| Schloss Sędziny                        | Sędziny               |        | nach 1700 | Erhalten      |      |
| Schloss Siedlec                        | Siedlec               |        | nach 1750 | Erhalten      |      |
| Schloss Siekowo                        | Siekowo               |        | nach 1850 | Erhalten      |      |
| Schloss Siemianice                     | Siemianice            |        | 1835      | Erhalten      |      |
| Burg Sieraków                          | Sieraków              |        | vor 1400  | Umgestaltet   |      |
| Burg Sierniki                          | Sierniki              |        | 1780      | Erhalten      |      |
| Schloss Skoki                          | Skoki                 |        |           | Erhalten      |      |
| Schloss Słomowo                        | Słomowo               |        | 1904      | Erhalten      |      |
| Schloss Słupia Wielka                  | Słupia Wielka         |        | nach 1850 | Erhalten      |      |
| Schloss Smolice                        | Smolice               |        | 1910      | Erhalten      |      |
| Schloss Smuszewo                       | Smuszewo              |        | 1860      | Erhalten      |      |
| Schloss Sobótka                        | Sobótka               |        | 1898      | Erhalten      |      |
| Schloss Strykowo                       | Strykowo              |        | vor 1900  | Erhalten      |      |
| Burg Szamotuły                         | Szamotuły             |        | um 1500   | Umgestaltet   |      |
| Burg Szczepowice                       | Szczepowice           |        | 1880      | Erhalten      |      |
| Schloss Szelejewo                      | Szelejewo             |        | 1908      | Erhalten      |      |
| Schloss Szkudła                        | Szkudła               |        | 1880      | Ruine         |      |
| Schloss Szlachcin                      | Szlachcin             |        | nach 1800 | Erhalten      |      |
| Schloss Szreniawa                      | Szreniawa             |        | 1853      | Erhalten      |      |
| Burg Śliwniki                          | Śliwniki              |        | 1848      | Ruine         |      |
| Schloss Śmiełów                        | Śmiełów               |        | 1797      | Erhalten      |      |
| Schloss Taczanów                       | Taczanów              |        | 1850      | Erhalten      |      |
| Schloss Tarce                          | Tarce                 |        | 1871      | Erhalten      |      |
| Schloss Tłokinia                       | Tłokinia Kościelna    |        | 1915      | Erhalten      |      |
| Schloss Trzcianka                      | Trzcianka             |        | nach 1850 | Erhalten      |      |
| Schloss Treben                         | Trzebiny              |        | vor 1700  | Erhalten      |      |
| Schloss Triebusch                      | Trzebosz              |        | vor 1800  | Erhalten      |      |
| Schloss Turew                          | Turew                 |        | 1760      | Erhalten      |      |
| Burg Trzebaw                           | Trzebaw               |        | 1822      | Ruine         |      |
| Schloss Usarzewo                       | Uzarzewo              |        | 1860      | Erhalten      |      |
| Schloss Wąsowo                         | Wąsowo                |        | 1870      | Erhalten      |      |
| Schloss Wengersheim                    | Węgierskie            |        | vor 1800  | Erhalten      |      |
| Schloss Windheim                       | Wiatrowo              |        | nach 1750 | Erhalten      |      |
| Schloss Filehne                        | Wieleń                |        | nach 1700 | Erhalten      |      |
| Schloss Wielichowo                     | Wielichowo            |        | nach 1800 | Erhalten      |      |
| Schloss Winnenberg                     | Winna Góra            |        | 1910      | Erhalten      |      |
| Schloss Witaschütz                     | Witaszyce             |        | 1889      | Erhalten      |      |
| Schloss Luschwitz                      | Włoszakowice          |        | 1749      | Erhalten      |      |
| Schloss Wollstein                      | Wolsztyn              |        | 1845      | Erhalten      |      |
| Schloss Woynitz                        | Wonieść               |        | 1900      | Erhalten      |      |
| Schloss Wreschen                       | Września              |        | 1870      | Erhalten      |      |
| Burg Wyszyna                           | Wyszyna               |        | um 1500   | Ruine         |      |
| Schloss Zajączkowo                     | Zajączkowo            |        | nach 1750 | Erhalten      |      |
| Schloss Zakrzew                        | Zakrzew               |        | 1866      | Erhalten      |      |
| Schloss Zakrzewo                       | Zakrzewo              |        | 1861      | Erhalten      |      |
| Burg Bentschen                         | Zbąszyń               |        | vor 1441  | Ruine         |      |
| Schloss Grünberg                       | Zielonagóra           |        | 1870      | Erhalten      |      |
| Schloss Kaltwasser                     | Zimnowoda             |        | vor 1800  | Erhalten      |      |
| Schloss Flatow                         | Złotów                |        | vor 1800  | Erhalten      |      |
| Schloss Żegocin                        | Żegocin               |        | 1840      | Erhalten      |      |
| Burg Zabitschin                        | Żabiczyn              |        | 1873      | Erhalten      |      |
| Schloss Żychlin                        | Żychlin               |        | 1821      | Erhalten      |      |
| Schloss Żydowo                         | Żydowo                |        | 1912      | Erhalten      |      |